# Silence 4
Silence 4 foi um grupo musical português formado em 1996, cujas canções eram cantadas maioritariamente em inglês. A banda, proveniente de Leiria, era constituída por David Fonseca (voz e guitarra), Sofia Lisboa (voz), Rui Costa (baixo), e Tozé Pedrosa (bateria). A banda acabou por desmembrar-se em 2001 e o seu cantor e principal compositor, David Fonseca, iniciou-se numa carreira a solo. Rui Costa integrou a banda Filarmónica Gil e, mais recentemente, a banda A Caruma.

## Biografia
Tudo começou em 1995. David e Tozé já se conheciam e costumavam tocar juntos. Numa ocasião, David mostrou as suas cassetes a Carlos Matos, dono de uma loja de música alternativa em Leiria. Ele gostou bastante e a ideia de formar uma banda era cada vez mais forte. Algum tempo antes, David tinha ouvido Sofia a cantar num bar e tinha-lhe proposto a formação de uma banda. Sofia não ficou muito convencida, porque naquela altura os convites não faltavam, mas nunca era nada concretizado. Exactamente um ano após este encontro, David voltou a contactar Sofia, dizendo que tinha chegado a altura de formar a banda.
Começaram a tocar com péssimas condições técnicas. Após algum tempo, Rui Costa foi convidado para se juntar à banda. Começou por lhes dizer que o som era péssimo. Então propôs uma experiência: que se desligassem os amplificadores e que tocassem assim, naturalmente. Para se ouvirem teriam de estar todos em silêncio, daí o "Silence" do nome da banda.
Enviaram uma maquete para o jornal Blitz, ganhando alguma notoriedade. Concorreram ao Festival Termómetro Unplugged e ganharam. Receberam de prémio 500.000$00 (cerca de 2500 €), os quais foram todos gastos em gravações de maquetas. Quando foram tentar a sua sorte nas editoras, a resposta era sempre a mesma: cantar em Inglês, nem pensar.
Recusando ceder às exigências das editoras que queriam o disco todo em português, acabaram por ser convidados para gravar uma versão de uma canção dos Erasure, "A little respect" para a compilação "Sons de Todas as Cores" (1998). Pouco tempo depois o tema começa a ter sucesso em algumas estações de rádio mais importantes.
A editora Polygram (actual Universal), acabou por aceitá-los. Foi assim que surgiu o disco de estreia, "Silence Becomes It", que alcançou, contra todas as expectativas, a quintupla platina, passando vários meses em número 1 do Top Nacional. Este CD teve a participação de Sérgio Godinho num dos temas.
Começaram a digressão por todo o país, durante a qual fizeram 90 concertos em 6 meses. No dia 18 de Dezembrode 1998 realizaram o mítico concerto no Pavilhão Multiusos para uma grande multidão. No ano seguinte continuaram a digressão, embora com menos concertos.
Seguiu-se um período de ausência, durante o qual se refugiaram em Londres, longe de todas as pressões. Foi nos estúdios Ridge Farm que nasceu "Only Pain Is Real". Neste segundo disco utilizaram piano e simuladores de orquestra. Este segundo álbum foi estreado em Leiria (2000) e atingiu a platina após 2 semanas. Fazem uma nova digressão, durante a qual realizaram mais de 100 concertos. A tour de 2000 terminou com dois concertos únicos no Coliseu dos Recreios (19 e 20 de Dezembro) que marcaram a memória dos presentes. O grupo acaba com os seus elementos a enveredarem por outras iniciativas.
A editora Universal lançou, no dia 29 de Novembro de 2004, um duplo CD e DVD com o registo das duas noites de concerto no Coliseu dos Recreios, nos dias 19 e 20 de Dezembro de 2000.
Em Dezembro de 2013 é anunciado o regresso do grupo para alguns concertos comemorativos. Os 4 concertos especiais ocorreram no dia 15 de Março, no Coliseu Micaelense, em Ponta Delgada, Açores; dia 22 de Março, na Praça do Mar, no Funchal, Madeira; dia 29 de Março no Pavilhão Multiusos de Guimarães e dia 5 de Abril na MEO Arena, em Lisboa.
A editora Universal lança em Março de 2014 a caixa "Silence 4 SongBook 2014" que inclui os álbuns "Silence Becomes It" e "Only Pain Is Real" e um terceiro com a primeira maqueta de 1996, as remisturas do EP Only pain Is Real:The Remixes, Old Letters"
e "Transplantation", gravadas ao vivo na Aula Magna (1999) e o inédito "Letter To Memphis", versão de um tema dos Pixies. O DVD inclui os telediscos da banda e os concertos do Coliseu dos Recreios (2000) e Pavilhão Atlântico (1998). A edição é acompanhada por um booklet de 60 páginas com imagens inéditas da banda.

## Discografia
- 1998 - Silence Becomes It
- 2000 - Only Pain Is Real
- 2000 - Only pain Is Real:The Remixes (EP)
- 2004 - Ao Vivo: Coliseu Dos Recreios (CD)
- 2004 - Ao Vivo: Coliseu Dos Recreios (DVD)
- 2014 - Silence 4 Songbook 2014 (3CD+DVD)
- 2014 - Live 1998-2000 (CD), oferta da revista Blitz

### Outros Temas
- 1997 - "Sons de Todas as Cores" com 'A little respect'
- 2000 - "On Leiria" "Old Letters (ao vivo)"
- 2000 - "Easynet" - "Transplantation (ao vivo)"[7]